# Springlee
Springlee – miasto w Stanach Zjednoczonych, w stanie Kentucky, w hrabstwie Jefferson.